# Zryw
Zryw (inaczej: drugie przyspieszenie bądź szarpnięcie) – miara zmiany przyspieszenia w czasie. Dany jest następującym wzorem
{\displaystyle {\vec {z}}={\frac {d{\vec {a}}}{dt}}={\frac {d^{2}{\vec {v}}}{dt^{2}}}={\frac {d^{3}{\vec {r}}}{dt^{3}}},}
w którym {\displaystyle {\vec {a}}} oznacza przyspieszenie, {\displaystyle {\vec {v}}} – prędkość, {\displaystyle {\vec {r}}} – położenie, {\displaystyle t} – czas. Jednostką zrywu jest m/s³.
{\displaystyle \left[{\vec {z}}\right]={\frac {\text{m}}{{\text{s}}^{3}}}}
Droga {\displaystyle s} jaką pokonuje ciało w ruchu prostoliniowym o zrywie z w czasie t jest równa
{\displaystyle s={\frac {zt^{3}}{6}}+{\frac {a_{0}t^{2}}{2}}+v_{0}t}
gdzie a i v z indeksem 0, to – odpowiednio – początkowe wartości przyspieszenia i prędkości, a wartość zrywu jest stała w czasie t.
Wielkość ta, mimo że bywa używana – szczególnie w kontekstach technicznych, nie jest powszechnie uznaną wielkością fizyczną.
Pochodna zrywu po czasie bywa określana jako udar.